# Жевлаки (Псковская область)
Жевлаки — деревня в Опочецком районе Псковской области России. Входит в состав Пригородной волости Опочецкого района.
Расположена в 21 км к югу от города Опочка, западнее от деревни Заверняйка (на автодороге А117 на Себеж).
Численность населения по состоянию на 2000 год составляла 39 человек, на 2012 год — 28 человек.

## Топографические карты
- Лист карты O-35-XXIX Опочка. Масштаб: 1 : 200 000. Состояние местности на 1985 год. Издание 1987 г.
- Лист карты O-35-XXXV Себеж. Масштаб: 1 : 200 000. Состояние местности на 1983 год. Издание 1987 г.